# NGC 673
NGC 673 je galaksija u zviježđu Ovan.

## Vanjske poveznice
- SEDS: NGC 0673